# Федянин, Александр Николаевич
Александр Николаевич Федянин — сотрудник Министерства внутренних дел СССР, старший лейтенант милиции, погиб при исполнении служебных обязанностей, кавалер ордена «Знак Почёта» (посмертно).

## Биография
После окончания средней школы поступил на службу в органы Министерства внутренних дел СССР. Дослужился до звания старшего лейтенанта милиции и должности старшего оперуполномоченного уголовного розыска Малаховского городского отдела милиции Московской области.
29 июля 1980 года дежурный по Малаховскому городскому отделу милиции принял сигнал о том, что в посёлке Красково Люберецкого района неподалёку от Егорьевского шоссе двое мужчин, замерявших колодец теплотрассы, получили отравление газами. Оперативная группа, в которую входил и Федянин выдвинулась на место происшествия.
Прибыв на место, Федянин, несмотря на опасность для собственной жизни, самоотверженно спустился в колодец и, обнаружив одного из пострадавших, обвязал его тросом и дал своим товарищам возможность его вытащить. Ему удалось спасти и второго мужчину, который в бессознательном состоянии также был вытащен. Последним милиционеры вытащили уже потерявшего сознание старшего лейтенанта Александра Федянина.
Так и не придя в сознание, Федянин вскоре скончался от отравления газом.
Указом Президиума Верховного Совета СССР от 25 ноября 1980 года старший лейтенант милиции Александр Николаевич Федянин посмертно был удостоен ордена «Знак Почёта».

## Память
- В честь Федянина названа улица в посёлке Красково Люберецкого района Московской области[2].
- На здании школы, где учился Федянин, установлена мемориальная доска[3].